# Ptilodexia anthracina
Ptilodexia anthracina là một loài ruồi trong họ Tachinidae.